# Lobelia trigonocaulis
Lobelia trigonocaulis är en klockväxtart som beskrevs av Ferdinand von Mueller. Lobelia trigonocaulis ingår i släktet lobelior, och familjen klockväxter. Inga underarter finns listade i Catalogue of Life.